# Благой Монев
Благой (Блажо) Монев Кратовски, Кратовалиев или Кратовец е български революционер, деец на Македонската младежка тайна революционна организация, активен участник в съпротивата на българското население във Вардарска Македония срещу сръбската власт (1918 – 1941).

## Биография
Роден е през април 1904 година в Ново село, Щипско, тогава в Османската империя. Вуйчо му Милан Миленков Ангелов е деец на ВМОРО. През 1921 година Монев завършва гимназия в Щип, където е съученик с Михайло Апостолски. Монев следва архитектура в Политехническия университет в Белград. Под сърбско управление участва дейно в борбите на македонските българи като член на ММТРО и става един от ръководителите на организацията в Щип.
Заради нелегалната си дейност още като студент е заловен от сръбските власти и е подсъдим на Скопския студентски процес в 1927 година, но е освободен. Още при излизането един полицай предрича съдбата му: „Вие успяхте да се спасите, но сега по-лесно ще ви стигне куршума“. Той бързо реорганизира и заздравява организацията, окуражава и събира разпръснатите и тя почва да фукционира както преди. „Той се чувствуваше даже отговорен пред другарите в затвора и мислеше, че ще ги успокои, за да понесат по-леко мъките, ако те чуят, че ММТРО е излекувана от провала“ (Димитър Гюзелев).
Продължава следването си, но скоро след това, на 13 август 1929 година, е убит в мазето на полицейския участък в Щип заради пробългарската си дейност. Извикан е от сръбските власти под предлог, че го викат за справка, изтезаван е в полицията и след това е заклан. Както отбелязва Димитър Гюзелев, след Скопския студентски процес сърбите вече не затварят и не съдят, а убиват без съд противниците си, за да не изгубят пред общественото мнение в Европа, както със Скопския процес.
В 1942 година в Щип е основан Българският общограждански национален клуб „Благой Монев“, кръстен в памет на Монев. Клубът се бори за запазване на българщината в Македония и за бързо приобщаване на Македония към Свободна България.
На 22 февруари 1943 година, майка му Костадинка Кратовска, 70-годишна, родом от Щип и жителка на Щип, подава молба за българска народна пенсия. Свидетели са щипяните доктор Тодор Гичев, околийски лекар, доктор Панче Станчев и Кирил Е. Кожинков. Молбата е одобрена и пенсията е отпусната от Министерския съвет на Царство България.